# NK Kućanci Kućanci Đakovački

## O klubu
NK Kućanci je nogometni klub iz Kućanaca Đakovačkih. 
Klub je osnovan 2006. godine na temeljima starog kluba. 

NK Kućanci službeno počinje nastupati od sezone 2006./07. natjecanjem u 3. ŽNL osječko-baranjskoj, Nogometnog središta Đakovo, u kojoj se nalazi i danas. 

Osim seniorske, u klubu trenutno ne postoje mlađe kategorije nogometaša.  

Klub u stanju mirovanja od 2012.

## Statistika
| Sezona    | Rang | Liga                                                  | Pozicija | Utakmice | Pobjede | Neodlučeno | Porazi | Postignuti golovi | Primljeni golovi | Bodovi  |
| 2006./07. | 7.   | 3. ŽNL Osječko-baranjska, NS Đakovo (Liga za prestiž) | 10.      | 9        | 2       | 2          | 5      | 19                | 23               | 10 (+2) |
| 2007./08. | 7.   | 3. ŽNL Osječko-baranjska, NS Đakovo                   | '        |          |         |            |        |                   |                  |         |
| 2008./09. | 7.   | 3. ŽNL Osječko-baranjska, NS Đakovo                   | 5.       | 24       | 10      | 5          | 9      | 52                | 48               | 33 (–2) |
| 2009./10. | 7.   | 3. ŽNL Osječko-baranjska, NS Đakovo                   | 6.       | 22       | 8       | 5          | 9      | 42                | 41               | 29      |